# Aspocomp Group

Aspocomp Group Oyj est un groupe d'électronique dont le siège est à  Espoo en Finlande.

## Présentation
Aspocomp vend et fabrique des cartes de circuits imprimés (PCB).
L’usine d'Oulu, est spécialisée en circuits imprimés avancés de haute technologie.

## Actionnaires
Au 30 septembre 2019, le plus importants actionnaires de Aspocomp sont:
| #  | Actionnaire                | Actions   | %     |
| -- | -------------------------- | --------- | ----- |
| 1  | Tiiviste Group oy          | 1 001 004 | 14,93 |
| 2  | Joensuun Kauppa ja Kone oy | 745 000   | 11,11 |
| 3  | Mandatum Life              | 328 861   | 4,91  |
| 4  | Etola Erkki Olavi          | 295 000   | 4,40  |
| 5  | Montonen Mikko Juhani      | 260 000   | 3,88  |
| 6  | K22 Kinance oy             | 235 000   | 3,51  |
| 7  | Lähdesmäki Tuomo           | 163 000   | 2,43  |
| 8  | Lahdenperä Matti Kustaa    | 150 000   | 2,24  |
| 9  | Svenska Handelsbanken      | 136 437   | 2,04  |
| 10 | Nordea henkivakuutus       | 135 000   | 2,01  |